# Telsimia subviridis
Telsimia subviridis – gatunek chrząszcza z rodziny biedronkowatych i podrodziny Coccinellinae.

## Taksonomia
Gatunek ten opisany został po raz pierwszy w 1892 roku przez Thomasa Blackburna pod nazwą Lipernes subviridis. Nazwa Lipernes okazała się jednak młodszym homonimem nazwy wprowadzonej w 1879 roku przez George’a Roberta Waterhouse’a. W 1900 roku Blackburn proponował zastąpienie jej nazwą Notolipernes. Rok wcześniej wprowadzona jednak została przez Thomasa Lincolna Caseya nazwa Telsimia i to ją uznaje się za ważną.

## Morfologia
Chrząszcz o ciele długości od 1,4 do 1,85 mm, 1,3 raza dłuższym niż szerokim, w zarysie krótko-owalnym, z wierzchu silnie wysklepionym. Ubarwienie ma czarne, z wierzchu czasem z metalicznym połyskiem zielonkawym, niekiedy też z jaśniejszymi czułkami, głaszczkami i odnóżami.
Głowa jest silnie poprzeczna, zaopatrzona w duże oczy oraz bardzo krótkie czułki. Powierzchnia czoła jest pokryta punktami nieco większymi od omatidiów oddalonymi o jedną średnicę lub nieco mniej oraz porośnięta rzadkim, półpokładającym się owłosieniem.
Przedplecze jest silnie poprzeczne, o krawędzi przedniej silnie pośrodku łukowatej, a krawędziach bocznych nierozpłaszczonych i również łukowatych. Punkty na dysku przedplecza są nieco większe niż na czole i oddalone na swoją średnicę lub bardziej, na jego bokach zaś dwukrotnie większe i oddalone na mniej niż połowę średnicy. Owłosienie dysku przedplecza jest półpokładające się i skierowane do przodu i miejscami na boki. Między pokrywami widnieje mała, trójkątna tarczka. Pokrywy są silnie sklepione, tak szerokie jak długie, o mocno zwężających się ku szczytowi, ale osiągających go epipleurach. Punkty na pokrywach są tak duże jak na dysku przedplecza, rozstawione na odległości równe swoim średnicom lub większe. Owłosienie na pokrywach jest krótkie, półwzniesione, formujące wirowaty wzór. Przedpiersie ma wyrostek międzybiodrowy pokryty małymi i rozproszonymi punktami. Odnóża wszystkich par u samca mają stopy o rozdwojonych pazurkach. U samicy wszystkie pazurki mają płytko odkrojony płatek nasadowy.
Odwłok ma pięć widocznych na spodzie sternitów (wentrytów), z których dwa pierwsze są częściowo zespolone, ale z dobrze zaznaczonym szwem. Płytki zabiodrowe na pierwszym wentrycie są na zewnętrznych krawędziach łukowate do lekko kątowo zakrzywionych. Punkty między biodrami są mniejsze niż na zapiersiu i rozstawione na odległości równe od jednej do ponad dwóch ich średnic. Wentryt piąty jest tak długi jak te od drugiego do czwartego razem wzięte, u samicy na szczytowej krawędzi równomiernie zaokrąglony, u samca na jej środku spłaszczony. Na dyskach trzeciego i czwartego wentrytu punktowanie nie ogranicza się do pojedynczych szeregów. Genitalia samca odznaczają się strzałkowatym wierzchołkiem edeagusa.

## Ekologia i występowanie
Owad endemiczny dla Australii, znany z południowego Queenslandu, Nowej Południowej Walii i Wiktorii. Zarówno larwy, jak i owady dorosłe są drapieżnikami żerującymi na czerwcach, w tym na tarcznikowatych, gwiazdoszowatych i Eriococcidae. Spotykane są na różnych roślinach drzewiastych, w tym na akacjach, cytrusach, makadamiach, rzewniach, Angophora i Glochidion.